# 劉濛
刘濛（?—?），字仁泽，又字潤之，唐朝曹州南华（今山东省东明县）人，《新唐书》本传称他是刘执经（刘晏之子）之子，《新唐书宰相世系表》称他是劉談經（刘晏之兄劉暹之子）之子。

## 生平
刘濛举进士，担任度支郎中。会昌初年，擢升为给事中。以材干被宰相李德裕所知。当时，回鹘衰落，乌介可汗余部依靠黑车子室韦，阿热愿乘秋高马肥攻取，上表天子请师。朝廷经略河、湟，唐武宗令给事中刘濛为巡边使，准备兵械粮饷，准备收复河西陇右，再任宣慰灵夏以北党项使。始议造木牛运。唐宣宗即位，李德裕获罪，刘濛贬为朗州刺史，后来入朝为大理卿。大中四年（850年）七月丙子，大理卿刘濛上奏：“古时公布法律明示百姓，想要让人从善远罪，达到无人犯罪，以致不用刑罚。请准大和二年十月二十六日刑部侍郎高釴的条疏，核定审讯条目十一件，下发到诸州府，在录事参军食堂的粉壁上书写，每当向朝廷奏报罪人，须对照上列条目。岁月日久，文字模糊，州县审案，多违背遗漏条目。今后请下令诸道，在会食之所刻石，让官吏起坐观看，记忆条目，以便案牍周详。”唐宣宗采纳。

## 子孙
- 劉墀，河中少尹
- 劉埴，字秉中，兵部、吏部郎中
  - 劉顗
  - 劉潁，著作郎
  - 劉拱
  - 劉技，字士能，檢校戶部員外郎
    - 劉文滔，泉州觀察推官
    - 劉文濟，字霸源，吏部郎中
    - 劉文澤，武連令

  - 劉徵，字休祥，藍田尉、直史館
  - 劉武庫
  - 劉揆，長水尉
- 劉圻，字唐叟，宣武節度判官
  - 劉首孫，江陽令
  - 劉弄璋
- 劉垣